# NGC 6104
NGC 6104 ist eine Balken-Spiralgalaxie mit aktivem Galaxienkern vom Hubble-Typ SBa im Sternbild Corona Borealis am Nordsternhimmel. Sie ist schätzungsweise 383 Millionen Lichtjahre von der Milchstraße entfernt und hat einen Durchmesser von etwa 90.000 Lichtjahren.
Im selben Himmelsareal befinden sich u. a. die Galaxien NGC 6108, NGC 6110, NGC 6112, NGC 6114.
Das Objekt wurde am 16. Mai 1787 von dem Astronomen William Herschel mithilfe seines 18,7 Zoll-Spiegelteleskops  entdeckt und später von Johan Dreyer in seinen New General Catalogue aufgenommen.

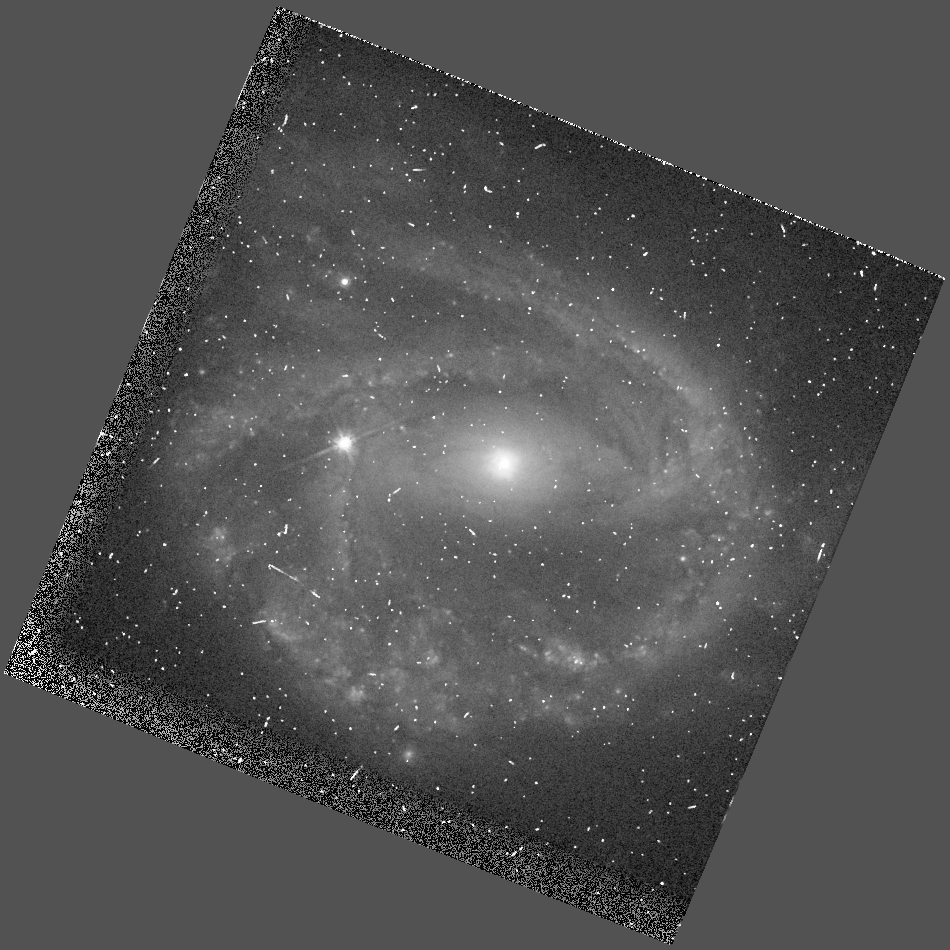
Hochaufgelöste Aufnahme der Spiralgalaxie NGC 6104, erstellt mithilfe des Hubble-Weltraumteleskops